# Балай
Балай, Балайчук — река на Украине, протекает по территории Березовского и Лиманского районов Одесской области. Впадает в Тилигульский лиман.

## Описание
Длина реки — 52 км, площадь водосборного бассейна — 586 км². Уклон реки 1,9 м/км. Долина трапециевидная, шириной 1-2 км. Русло слабоизвилистое шириной 8-15 м. Вода мутная, взвешенных веществ до 139 г/м³, летом мелеет и пересыхает, 5 плотин, много прудов. Используется для сельскохозяйственных нужд и разведения водоплавающей птицы.

## Расположение
Течет преимущественно на юго-восток. Впадает в Тилигульский лиман юго-восточнее села Каиры. В нижнем течении реки (Лиманский район): на правом берегу и долине созданы Новониколаевский орнитологический (около села Новониколаевка) и Петровский зоологический заказники, в приустьевой части на правом берегу — Каировский ландшафтный заказник.